# 大市村
大市村（おおいちそん）は、かつて岡山県都窪郡・窪屋郡にあった自治体である。現在は、全域が倉敷市倉敷地域の大高地区を構成している。

## 概要
村名は大市（おふち）郷に所属していたことにちなむ。かつての東高梁川東岸で、吉岡川北岸に広がる農村地帯であった。
この川の流域では，寛永5年から昭和9年までに113回の洪水が記録され、特に元文3年・嘉永3年・明治25年・同26年の洪水は古今未曽有であった。

## 地理
- 河川：吉岡川、東高梁川

## 沿革
- 1889年（明治22年）6月1日 - 窪屋郡安江村・四十瀬村・沖村・富井村・福井村が合併し、同郡大市村を新設。
- 1891年（明治24年）7月 - 山陽鉄道が開通する。
- 1900年（明治33年）4月1日 - 郡の統合により都窪郡となる。
- 1901年（明治34年）4月1日 - 葦高村・大市村が合併し、大高村を新設。同日大市村廃止。

## 当時の主要施設
- 山陽鉄道 - 駅は無し

## 地域
当時の管轄地域は、現在の地域ではおおむね以下の通り。いずれも倉敷市。
大高
四十瀬、沖（沖・沖新町）、福井、富井（上富井、西富井、東富井）
中洲
安江